# Sainte-Hélène-de-Chester
Sainte-Hélène-de-Chester, Chester-Est till 2008, är en kommun i provinsen Québec i Kanada. Den ligger i regionen Centre-du-Québec, i den sydöstra delen av landet, 300 km öster om huvudstaden Ottawa. Antalet invånare var 384 vid folkräkningen 2021. Arean är 84 kvadratkilometer.